# Love Buzz
Love Buzz is een single van de Nederlandse band Shocking Blue, geschreven door Robbie van Leeuwen, die tevens de sitar in het nummer bespeelt. Het nummer werd geen hit.

## Covers
Love Buzz werd gecoverd door de Amerikaanse band Nirvana, die het in 1988 uitbracht als debuutsingle. In 2021 werd een kopie daarvan verkocht op muziekwebsite Discogs voor een bedrag van ruim 4000 dollar, een van de 100 duurste singles ooit.
- MusicBrainz work: 4298ff98-0cc8-3813-8864-a6af7ecea014